# لورا توماس
لورا توماس (بالإنجليزية: Laura Thomas)‏ هي لاعبة بولينغ بريطانية، ولدت في 31 مايو 1985 في نيث ‏ في المملكة المتحدة.